# Calipatria
Calipatria ist eine Stadt im US-Bundesstaat Kalifornien. Sie befindet sich im Zentrum des Imperial County rund 37 Kilometer nördlich von El Centro. Das U.S. Census Bureau hat bei der Volkszählung 2020 eine Einwohnerzahl von 6.515 ermittelt.
Mehrheitlich besteht die städtische Bevölkerung aus Latinos; sie machen gut drei Viertel der Bewohner aus, was in den südlichsten Gebieten Kaliforniens keine Seltenheit ist. Jedoch sind mit etwa einem Sechstel Afroamerikaner im Vergleich mit ganz Kalifornien überdurchschnittlich hoch repräsentiert. Durch den Ort verläuft die California State Route 111, die Calipatria mit umliegenden größeren Städten verbindet und bis zur mexikanischen Grenze reicht.
Calipatria liegt auf 55 m unter dem Meeresspiegel und ist damit die tiefstgelegene Stadt der Vereinigten Staaten (Furnace Creek im Death Valley in kalifornischen Inyo County liegt einige Meter tiefer, ist aber keine Stadt, sondern nur „census-designated place“) sowie der gesamten westlichen Hemisphäre. Der Ort ist darüber hinaus für einen 1958 errichteten 56 Meter hohen Flaggenmast bekannt, der zeitweise der höchste der Vereinigten Staaten war. Einen höheren Bekanntheitsgrad hat auch das Calipatria State Prison, ein Gefängnis mit mehr als 2000 Insassen.
Der Ort wurde 1914 als Date City gegründet und 1919 unter dem heutigen Namen als city registriert.

## Städtepartnerschaft
- Jericho, Palästinensische Autonomiegebiete[3]